# Roberto Rivas Reyes
Roberto José Rivas Reyes (Managua, 6 de julio de 1954-5 de marzo de 2022) fue un funcionario público nicaragüense. Fue el presidente del Consejo Supremo Electoral de Nicaragua (2000-2018).

## Biografía
Fue propuesto al Consejo Supremo Electoral por el Cardenal de la Iglesia Católica Miguel Obando, y ocupó el puesto de magistrado a partir de 1995, siendo inicialmente identificado como de tendencia liberal. Sin embargo, años después se convirtió en una ficha del Frente Sandinista de Liberación Nacional, partido que ganó la Presidencia de Nicaragua en las elecciones de noviembre de 2006.
Fue sancionado por el Departamento del Tesoro de Estados Unidos el 17 de diciembre del 2017 aplicándole la Ley Magnitsky, acusado de serios abusos de derechos humanos y corrupción. Se le acusó tanto de administrar fraudes electorales como de corrupción, quien devengando un salario de US$ 60 000 anuales logró ampliar sus activos personales incluyendo múltiples propiedades dentro y fuera de Nicaragua, aviones privados, yate y muchos vehículos de lujo.
Posterior a su sanción por parte del gobierno de Estados Unidos, el vicepresidente del Poder Electoral, Lumberto Campbell se desempeñó como presidente interino hasta el 31 de mayo del 2018 cuando Rivas dejó el cargo permanentemente.
Su hermano, Harold Rivas Reyes, fue embajador de Nicaragua en Costa Rica desde febrero de 2007 hasta enero de 2018. El presidente de Nicaragua, Daniel Ortega, retiró a Harold Rivas de su cargo poco después de que Estados Unidos sancionara a Roberto por corrupción en diciembre de 2017.
Falleció el 6 de marzo de 2022 en el Hospital Vivian Pellas de Managua, después de estar ingresado por cinco meses por complicaciones asociadas al COVID-19.